# Salvador Plascencia
Salvador Plascencia (ur. 1976 w Guadalajarze) – amerykański pisarz.

## Życiorys
Plascencia urodził się w Meksyku, jednak w wieku 8 lat wspólnie z rodzicami wyemigrował do USA. Rodzina osiadła w kalifornijskim mieście El Monte. Uczęszczał do Whittier College i na Syracuse University. Jest autorem opowiadań, debiutancką powieść - The People of Paper - opublikował w 2005. Opowiada w niej o losach meksykańskich robotników rolnych pracujących w USA, stosując przy tym formę nawiązującą do realizmu magicznego.

## Powieści
- Ludzie z papieru (The People of Paper 2005)